# Ader Avion III
L'Avion III fu un aeroplano sperimentale a vapore progettato e costruito negli anni novanta dell'Ottocento dall'ingegnere, inventore e pioniere dell'aviazione francese Clément Ader con la collaborazione finanziaria dell'esercito. Sviluppato dal monoplano Éole attraverso il progetto incompiuto dell'Avion II, l'Avion III venne provato due volte, il 12 e il 14 ottobre 1897, ma non riuscì a staccarsi dal suolo se non per un volo breve e incontrollato.

## Storia del progetto
Clément Ader era un ingegnere autodidatta francese il quale, dopo aver costruito a proprie spese un pallone aerostatico durante la guerra franco-prussiana del 1870-1871 e dopo aver sperimentato un aliante nel 1873, decise nel 1876 di abbandonare il suo impiego presso l'amministrazione statale delle vie di comunicazione per dedicarsi invece alla ricerca aeronautica nel campo dei "più pesanti dell'aria".
Tra il 1882 e il 1890 progettò e costruì il suo primo velivolo a motore, l'Éole o Avion I, un grande aeroplano con un'ala a pipistrello che era spinto da un motore a vapore (a sua volta concepito e costruito da Ader) che sviluppava 20 cavalli vapore e muoveva un'elica quadripala. Esso riuscì a compiere un breve volo il 9 ottobre 1890, il quale è considerato da diverse fonti la prima occasione in cui un aereo si sia sollevato da un terreno pianeggiante con la sola potenza del suo motore.

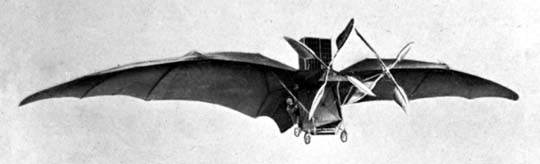
L'Avion III. Notare la grande ala a pipistrello, la mancanza di una coda, i condensatori di vapore sopra la fusoliera e le eliche parzialmente sovrapposte.

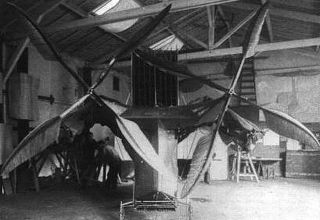
L'ala articolata dell'Avion III poteva essere ripiegata per ridurre l'ingombro dell'aereo a riposo. Notare anche le eliche, dalla struttura simile a quella di penne d'uccello.

Avendo ricevuto all'inizio degli anni 1890 una commissione dell'esercito francese per un nuovo aereo, nel giugno 1893 Ader cominciò a costruire la struttura e il motore di una seconda macchina volante a vapore, chiamata Avion II. Essa, stando alle specifiche dei militari, avrebbe dovuto essere in grado di rimanere in volo a un centinaio di metri di quota per diverse ore, trasportando 200 chilogrammi di carico utile. Tuttavia, dopo aver calcolato l'effetto di coppia dovuto all'elica quadripala di 3 metri di diametro che sarebbe stata necessaria per assorbire la potenza di un motore migliorato, Ader abbandonò il progetto; si dedicò allora allo sviluppo dell'Avion III, sul quale sarebbero stati installati due motori azionanti due eliche separate, simmetriche e controrotanti capaci di assorbire completamente l'effetto di coppia.

## Tecnica
L'Avion III era un monoplano caratterizzato da una grande ala alta fortemente incurvata simile a quella di un pipistrello, privo di coda e dotato di due motori azionanti due eliche distinte. La leggera struttura dell'aereo era costituita da montanti in legno e in bambù incollati gli uni agli altri e ricoperti da un rivestimento di seta fissato alla struttura da un sistema di bottoni. Le due eliche, che ruotavano in direzioni opposte, erano collocate una leggermente più avanti dell'altra per evitare che entrassero in contatto, dal momento che le loro estremità descrivevano due circonferenze secanti; la loro struttura era formata da listelli di bambù assemblati proprio come le penne di un uccello.
Le ali erano articolate in modo piuttosto intricato; la loro struttura si basava su un longherone principale da cui si dipartivano altre travi più piccole, chiamate "gomito, mano, pollice e dita". Il complesso sistema di controllo dell'Éole era stato semplificato; ora l'ala poteva essere spostata avanti e indietro per muovere il centro di pressione per mezzo di una manovella che richiedeva 20 o 30 giri per spostare la velatura da un'estremità all'altra del suo percorso. Era presente anche un piccolo timone di tela azionato per mezzo di una corda da una coppia di staffe che muovevano anche la ruota posteriore del carrello; le eliche potevano essere fatte ruotare a velocità differenti per contribuire a far virare l'aereo a destra o a sinistra; tuttavia il sistema di controllo del volo era nel complesso inefficiente. e una delle cause dell'insuccesso dell'Avion III fu probabilmente legata al fatto che Ader sopravvalutò le sue caratteristiche di manovrabilità.
I motori a vapore erano dotati di un rapporto potenza-peso eccezionalmente buono per l'epoca. L'acqua si trasformava in vapore in una caldaia alimentata ad alcool e collocata davanti al pilota, nella parte frontale della fusoliera; l'aria necessaria alla combustione entrava da un'apertura sotto l'aereo e veniva evacuata da sopra; il vapore così ottenuto alimentava i cilindri dei due motori, poi veniva immesso in un condensatore che lo raffreddava grazie al contatto con l'aria esterna e, riportatolo allo stato liquido, lo reimmetteva nelle tubazioni secondo un ciclo a circuito chiuso.

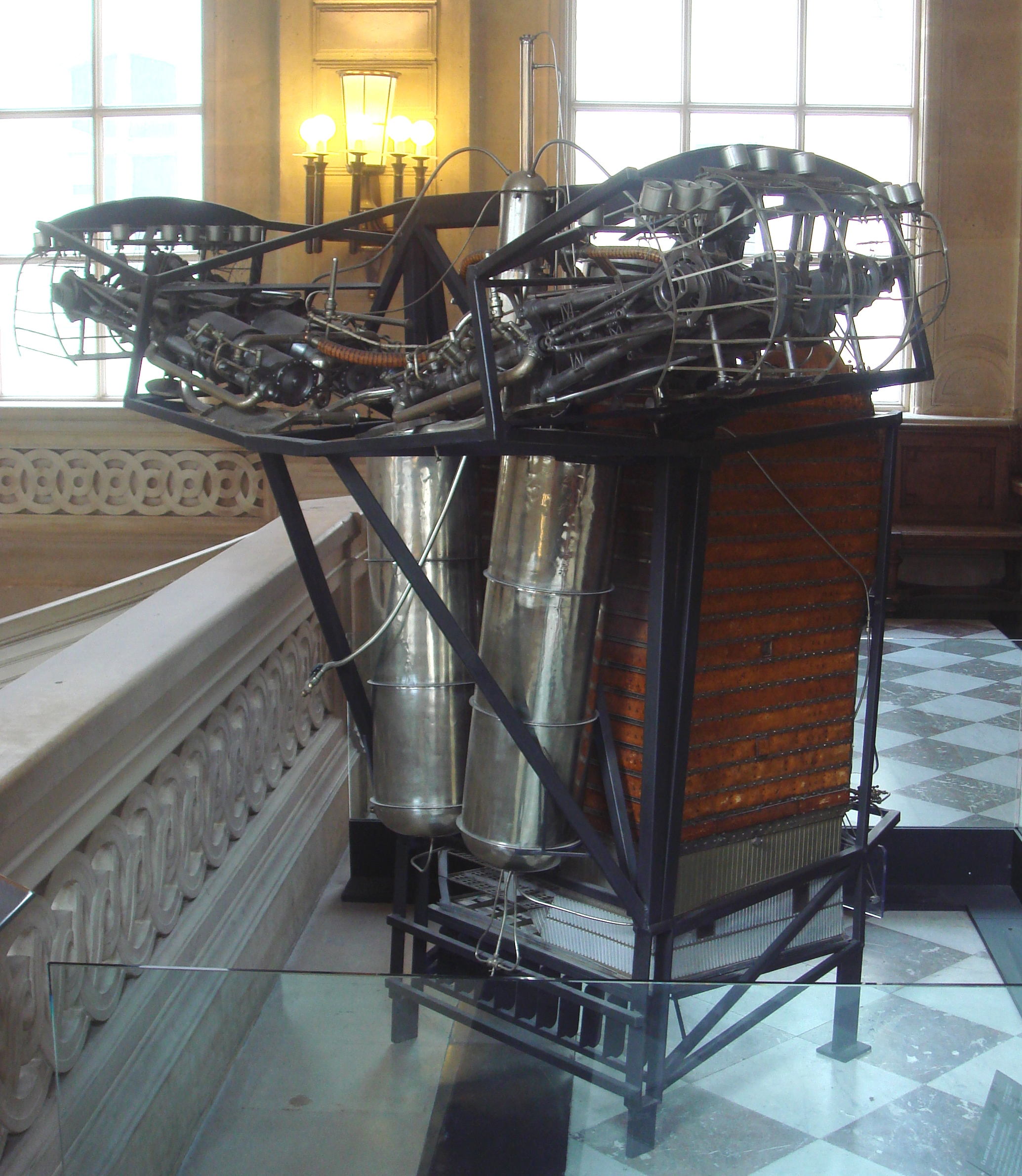
Il motore a vapore dell'Avion III, a sua volta conservato al CNAM.

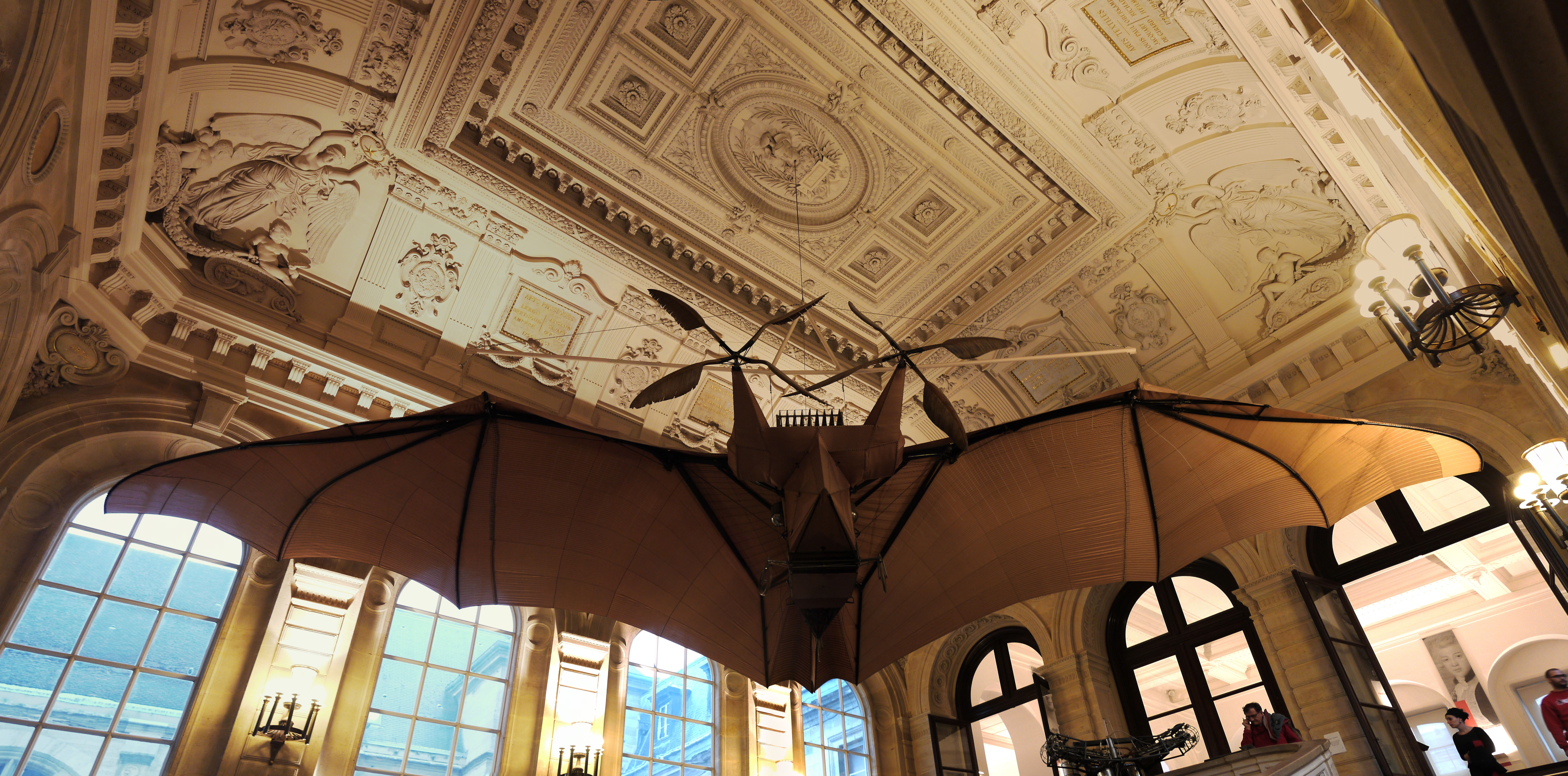
Vista frontale dal basso dell'Avion III originale esposto al CNAM.

## Tentativi di volo
L'esercito francese mise a disposizione di Ader un terreno a Satory, non lontano da Versailles, dove venne costruita una pista circolare concepita appositamente da Ader stesso per facilitare il lancio dell'Avion III. Il 12 ottobre 1897 ebbe luogo una prima prova di rullaggio, in cui si verificò che la potenza del motore e l'efficienza delle eliche erano sufficienti a far raggiungere al velivolo una certa velocità. L'obiettivo di questa prova non era quello di alzarsi in volo.
Un vero tentativo di volare venne eseguito due giorni dopo, il 14 ottobre. Il tempo era cattivo, e Ader aveva sottovalutato la pendenza del terreno su cui aveva costruito il circuito di lancio. L'aereo si staccò da terra prima del previsto, sbandò a causa del vento e della forza centrifuga e si schiantò al suolo; slittò, compì mezzo giro su se stesso e si fermò (danneggiato gravemente) a circa 300 metri di distanza dal punto in cui aveva eseguito il primo balzo.
Il rapporto (pubblicato nel 1910). del generale Mensier, il rappresentante ufficiale del governo francese, affermava che l'Avion III non aveva volato, ma suggeriva di continuare gli esperimenti. Il ministero della guerra, che aveva già speso 65 000 franchi per finanziare Ader, non volle però stanziare ulteriori fondi per nuove prove; nel febbraio 1898 l'esercito cancellò tutti i contratti con Ader e rinunciò a tutte le ricerche in campo aeronautico.
Ader pensava già a un Avion IV con motore a benzina che però, a causa della mancanza di disponibilità economiche, non poté costruire.
L'Avion III venne conservato da Ader per qualche anno; fu esposto all'Esposizione universale di Parigi del 1900 (dove fu una fonte d'ispirazione per alcuni giovani aspiranti aviatori, tra cui Gabriel Voisin) e poi nel 1902 venne trasferito al Museo delle arti e dei mestieri di Parigi.
Quando, nel 1906, gli exploit di Alberto Santos-Dumont e del suo 14-bis suscitarono in Francia un rinnovato interesse per il volo, Ader cominciò a sostenere che il suo Avion III aveva volato per almeno 90 metri il 14 ottobre 1897. Questa sua affermazione non è ritenuta fondata dagli storici dell'aviazione, ma la controversia non è del tutto risolta.

## Esemplari attualmente esistenti
L'Avion III originale, l'unico velivolo prodotto da Ader con questa denominazione, è tuttora conservato presso il Conservatoire national des arts et métiers (CNAM) di Parigi, dove è sospeso al soffitto sopra una scalinata monumentale.